# Of June
Of June là đĩa mở rộng synthpop đầu tiên của Owl City. Được phát hành ngày 21 tháng 4 năm 2007 nhưng mãi đến ngày 1 tháng 8 năm 2009, EP này mới đạt vị trí #15 trên bảng xếp hạng Billboard Dance/Electronic Albums và đứng trong bảng xếp hạng này suốt 12 tuần.

## Danh sách track
| STT | Nhan đề                     | Thời lượng |
| --- | --------------------------- | ---------- |
| 1.  | "Swimming in Miami"         | 4:55       |
| 2.  | "Captains and Cruise Ships" | 3:28       |
| 3.  | "Designer Skyline"          | 3:30       |
| 4.  | "Panda Bear"                | 3:08       |
| 5.  | "The Airway"                | 3:23       |
| 6.  | "Fuzzy Blue Lights"         | 4:41       |
| 7.  | "Hello Seattle"             | 2:57       |